# Epithelantha pulchra
Epithelantha pulchra és una espècie fanerògama que pertany a la família de les cactàcies (Cactaceae). És originària de Nord-amèrica.

## Descripció
Epithelantha pulchra és una rara espècie que creix de forma globosa, Les seves flors són roses o blanques.

## Distribució i hàbitat
Epithelantha pulchra es distribueix de forma nativa a l'estat mecicà Nuevo León, a una petita àrea a Mpio. Icamole, Nord de Monterrey, a una altitud de 800 m.
En el seu hàbitat és un subarbust suculent i creix principalment al desert o al bioma de matolls secs.

## Taxonomia
Epithelantha pachyrhiza va ser descrita per David A. Aquino García i Salvador Arias Montes i publicat a Systematic Botany 44(3): 612, a l'any 2019.
Etimologia
Epithelantha: nom genèric que deriva del grec i significa "flors que surten de tubercles".
pulchra: epítet llatí que significa "bonic".
Sinonímia
- Epithelantha pachyrhiza subsp. pulchra D.Donati & Zanov. in Piante Grasse 30: 185 (2010).[2][6]